# マレンコフスカヤ駅
マレンコフスカヤ駅 (マレンコフスカヤえき、ロシア語:Платформа Маленковская) は、ロシア連邦モスクワ北東区にあるロシア鉄道の駅。ヤロスラヴリ近郊鉄道（シベリア鉄道本線）上の駅で、エレクトリーチカ（近郊列車）のみ停車する。
駅名はソコルニキ地区執行委員会の初代委員長のマレンコフ・エメルヤン・ミハイロビッチにちなんで名付けられた。

## 沿革
- 1934年 - 開業[3]。

## 駅構造
単式ホーム1面1線（1番ホーム）と島式ホーム2面4線(2・3番ホーム)、合計3面5線を有する地上駅。ホームの一部には屋根が設けられている。
駅舎は設けられておらず、ホーム間および駅出口は地下道により結ばれている。出口は西側のみあり、東側へは別途の地下道で連絡している。

### のりば
ホーム番号は線路ごとではなく、ホームごとに振られている。
| プラットホーム | 列車             | 行き先                                         |
| -------------- | ---------------- | ---------------------------------------------- |
| 1              | エレクトリーチカ | ヤロスラフスキー方面                           |
| 2              | エレクトリーチカ | ヤロスラフスキー方面                           |
| 2              | エレクトリーチカ | ムィティシ、バラキレヴォ、フリヤーズェヴォ方面 |
| 3              | エレクトリーチカ | ムィティシ、バラキレヴォ、フリヤーズェヴォ方面 |

## 駅周辺
- ピャチョーロチカ（ロシア語版、英語版） - スーパーマーケット
- ビラ（ロシア語版、英語版） - スーパーマーケット
- モスクワ州立教育大学（ロシア語版、英語版）地理学部
- ソコーリニキ公園

## バス路線
駅周辺から以下のバスに乗り換えができる。
- バス：286、414、714

## 隣の駅
ロシア鉄道
ヤロスラヴリ近郊鉄道
エレクトリーチカ
モスクワIII駅 - マレンコフスカヤ駅 - ヤウザ駅